# Budapest Challenger 2 1994
Il Budapest Challenger 2 1994 è stato un torneo di tennis facente parte della categoria ATP Challenger Series nell'ambito dell'ATP Challenger Series 1994. Il torneo si è giocato a Budapest in Ungheria dal 12 al 18 settembre 1994 su campi in terra rossa.

## Vincitori

### Singolare
Kris Goossens ha battuto in finale  Christian Ruud con il punteggio di 4–6, 6–3, 6–2

### Doppio
Emanuel Couto /  Tamas Gyorgy hanno battuto in finale  Jeff Belloli /  Aleksandar Kitinov con il punteggio di 6–2, 7–5